# Relazione previsionale e programmatica
La relazione previsionale e programmatica era un documento giuridico di finanza pubblica, elaborato dal Ministero dell'economia e delle finanze, che il Governo presentava al Parlamento entro il 30 settembre. Fu abolita nel 2009.

## Caratteristiche
Essa illustrava anzitutto le caratteristiche generali della popolazione, del territorio, dell'economia insediata e dei servizi, precisandone risorse umane, strumentali e tecnologiche. Comprendeva, per la parte entrata, una valutazione generale sui mezzi finanziari, individuando le fonti di finanziamento ed evidenziando l'andamento ed i relativi vincoli. 
La relazione previsionale e programmatica forniva la motivata dimostrazione delle variazioni intervenute rispetto all'esercizio precedente.